# مثقوب الظنبوب
مثقوب الظنبوب (الاسم العلمي:Toretocnemus) هو جنس منقرض من الإكصوريات. تم العثور على بقاياه في ولاية كاليفورنيا بالولايات المتحدة الأمريكية في الطبقات الثلاثية من الحجر الجيري الكارني في هوسلكوس ليمستون.
تمت تسمية Toretocnemus في عام 1902 من قبل جون كامبل ميريام.
النوع النمطي هو مثقوب الظنبوب الكاليفورني Toretocnemus californicus. النموذج النوعي هو UCMP 8100 وهو هيكل عظمي يفتقر إلى الجمجمة. النوع المسمى عظاءة ميريام الزيتالية (Merriamia zitteli) (وصفها Merriam في 1903) وصفها Boulenger في 1904 والمسماة سابقًا (Leptocherius zitteli) أعيد تسميتها باسم مثقوب الظنبوب الزيتالي (Toretocnemus zitteli) في عام 1999. النموذج النوعي له هو UCMP 8099 وهو عبارة عن جمجمة وفكيان سفليان وأمام الجذع.

## الأنواع
- مثقوب الظنبوب الكاليفورني
- مثقوب الظنبوب الزيتالي